# Rodolfo Debenedetti
Rodolfo Debenedetti (Asti, 3 agosto 1892 – Torino, 18 marzo 1991) è stato un ingegnere e imprenditore italiano.
Fu presidente della CIR SpA, della quale mantenne la carica di Presidente Onorario. Dalla sua fondazione era Presidente della holding di famiglia, la COFIDE – Compagnia Finanziaria De Benedetti SpA. Fu inoltre Presidente Onorario della Gilardini SpA e della SASIB SpA.

## Biografia
Nato ad Asti da padre di religione ebraica e madre cattolica, iscrittosi alla facoltà di Ingegneria Meccanica Elettrotecnica del Politecnico di Torino, dovette interrompere gli studi per lo scoppio della prima guerra mondiale, a cui partecipò fino all'armistizio. 
Laureatosi nel 1920, fu per due anni apprendista meccanico a Torino presso la fabbrica di Giovanni Martina e poi in Germania. 
Iniziò quindi la sua attività fondando la Compagnia Italiana Tubi Metallici Flessibili, la quale, assieme alla Società Savara e RIP, venne fusa nella società Gilardini, quotata alle Borse Valori di Milano e Torino.
Negli anni Trenta ampliò la propria attività nel campo delle costruzioni aeronautiche, acquistando la Fabbrica Italiana Radiatori e Serbatoi per Aerei e fondando un'officina ausiliaria, la Torneria Meccanica Subalpina.
Nel 1943 fuggì in Svizzera a causa delle persecuzioni razziali; dopo un periodo in campo profughi fu assegnato, con la famiglia, al confino a Lucerna. Rientrato in patria nel 1945, iniziò l'opera di ricostruzione della Compagnia Italiana Tubi Metallici Flessibili, distrutta dai bombardamenti. Già nel 1948 la Compagnia era nuovamente in piena attività, e ben presto alla produzione tradizionale venne affiancata quella di filtri e termostati per automobili. Nel 1952 intraprese l'insediamento industriale nel Mezzogiorno, fondando a Napoli la Tubi Meriflex SpA, e iniziando la produzione del compensatori di dilatazione.
Nel 1976 venne insignito dal Presidente della Repubblica dell'onorificenza di Cavaliere del Lavoro. Riposa al cimitero di Sassi.
Padre di Franco e Carlo De Benedetti, suo nipote è Rodolfo De Benedetti (figlio di Carlo).